# Karma Police
Karma Police este a șasea piesă de pe albumul OK Computer al trupei britanice Radiohead. 